# Мушта, Андрей Петрович
Андрей Петрович Мушта (29 ноября 1904 года, хут. Мушты, ныне Решетиловский район, Полтавская область — 6 апреля 1976 год, Киев) — советский военный деятель, генерал-майор (1954 год).

## Начальная биография
Андрей Петрович Мушта родился 29 ноября 1904 года в хуторе Мушты ныне Решетиловского района Полтавской области.

## Военная служба

### Довоенное время
В сентябре 1926 года был призван в ряды РККА и направлен в 73-й стрелковый полк (25-я Чапаевская стрелковая дивизия, Украинский военный округ), где после окончания полковой школы служил на должностях командира отделения, командира отделения сверхсрочной службы и старшины полковой школы.
В сентябре 1930 года был направлен на учёбу на курсы одногодичников при Одесской пехотной школе, после окончания которых с сентября 1931 года служил на должностях командира взвода, начальника хозяйственного довольствия и помощника командира роты в этой же школе.
В августе 1934 года был переведён в 41-ю стрелковую дивизию, где служил на должностях командира роты, начальника полковой школы, командира батальона 122-го стрелкового полка, в октябре 1937 года был назначен на должность начальника 5-й части штаба дивизии, в январе 1938 года — на должность командира роты технического обеспечения, затем — на должности командира роты ПТО и начальника полковой школы 122-го стрелкового полка.
В июне 1939 года был направлен на учёбу в Военную академию имени М. В. Фрунзе, однако в сентябре того же года переведён в Высшую специальную школу Генштаба Красной Армии.

### Великая Отечественная война
С началом войны продолжил учёбу.
В октябре 1941 года был назначен на должность начальника разведывательного отдела штаба 1-го гвардейского стрелкового корпуса, затем — на должности помощника начальника и начальника отделения оперативного отдела штаба 50-й армии. В ходе битвы под Москвой Мушта участвовал в ходе боевых действий под городами Мценск, Тула и Калуга, а также был одним из организаторов отступления войск с рубежа р. Ока и г. Тула. За боевые заслуги в обороне Тулы был награждён орденом Красного Знамени. В ходе Тульской наступательной операции принимал участие в ходе боевых действий на щекиновском направлении.
В апреле 1942 года был назначен на должность начальника оперативного отдела — заместителя начальника штаба 61-й армии, которая вела оборонительные боевые действия южнее и юго-западнее города Белёв, а летом 1943 года принимала участие в боевых действиях во время Орловской наступательной операции. В октябре того же года был освобождён от занимаемой должности «по несоответствию», после чего состоял в распоряжении Военных советов Белорусского и Карельского фронтов, а затем в резерве Ставки Верховного Главнокомандования.
В декабре был направлен на учёбу на курсы усовершенствования командного состава при Высшей военной академии имени К. Е. Ворошилова, которые закончил в июле 1944 года, и с августа того же года в городе Кемь формировал, а затем был назначен на должность начальника штаба 132-го стрелкового корпуса, в период с 23 августа по 1 сентября и с 28 сентября по 17 ноября исполнял должность командира корпуса. В сентябре 1944 года успешно руководил штабом корпуса во время наступательных боевых действий на кандалакшском направлении. После выхода на советско-финскую границу корпус был передислоцирован в район городов Гродно и Белосток. С конца января 1945 года корпус принимал участие в боевых действиях во время Восточно-Померанской наступательной операции.

### Послевоенная карьера
После окончания войны находился на прежней должности начальника штаба 132-го стрелкового корпуса (Северная группа войск), а в декабре 1946 года был назначен на должность начальника штаба 128-го стрелкового корпуса (Белорусский военный округ).
В мае 1950 года был направлен на учёбу на высшие академические курсы при Высшей военной академии имени К. Е. Ворошилова, после окончания которых в августе 1951 года был назначен на должность начальника штаба 2-го гвардейского стрелкового корпуса (Прибалтийский военный округ), в июле 1953 года — на должность начальника штаба 16-го гвардейского стрелкового корпус, в декабре 1953 года — на должность начальника штаба 11-й гвардейской армии.
С сентября 1956 года состоял в распоряжении 10-го управления Генштаба, вскоре был назначен на должность военного советника в ГДР, а с июля 1958 года находился в распоряжении Главнокомандующего Сухопутными Войсками.
Генерал-майор Андрей Петрович Мушта в апреле 1959 года вышел в отставку. Умер 6 апреля 1976 года в Киеве.

## Награды
- Орден Ленина;
- Четыре ордена Красного Знамени;
- Два ордена Красной Звезды;
- Медали;
- Иностранные орден и медаль.